# 비버타운
비버타운은 대한민국의 음악 그룹이다. 2019년 싱글 앨범 [바보새]로 데뷔했다.

## 방송
- 락쿵 (2022) - Top47

## 공연
- '꿈을 꾸는 청춘의 도시' 비버타운의 단독공연 (2024)

## 수상
- 청춘대학가요제 대상 (2019)